# Trox sordidatus
Trox sordidatus är en skalbaggsart som beskrevs av Vladimir Balthasar 1936. Trox sordidatus ingår i släktet Trox och familjen knotbaggar. Inga underarter finns listade i Catalogue of Life.